# Tibor Zátek
Tibor Zátek (* 14. června 1971) je bývalý slovenský fotbalista, obránce. Po skončení aktivní kariéry trénuje mládež.

## Fotbalová kariéra
V československé lize hrál za Duklu Banská Bystrica, dále hrál v Německu nižší soutěž za SSV Jahn Regensburg, slovenskou ligu za FK Dukla Banská Bystrica, v české lize za FC Baník Ostrava, po návratu na Slovensko za 1. FC Košice a MFK Ružomberok. V Rakousku postoupil z nižší soutěže do ligy s SV Mattersburg, odkud se vrátil do MFK Ružomberok. Profesionální kariéru končil v Rakousku v nižších soutěžích. V nejvyšších soutěžích nastoupil k 269 utkáním a dal 4 góly. Za reprezentační tým Slovenska nastoupil v letech 1997–2000 ve 14 utkáních.

## Ligová bilance
| Ročník                                   | Zápasy | Góly | Klub                     |
| ---------------------------------------- | ------ | ---- | ------------------------ |
| 1. československá fotbalová liga 1989/90 | 1      | 0    | Dukla Banská Bystrica    |
| 1. československá fotbalová liga 1990/91 | 10     | 0    | Dukla Banská Bystrica    |
| 1. československá fotbalová liga 1991/92 | 21     | 0    | Dukla Banská Bystrica    |
| Corgoň liga 1994/95                      | 30     | 0    | FK Dukla Banská Bystrica |
| Corgoň liga 1995/96                      | 32     | 1    | FK Dukla Banská Bystrica |
| Corgoň liga 1996/97                      | 28     | 0    | FK Dukla Banská Bystrica |
| Corgoň liga 1997/98                      | 11     | 0    | FK Dukla Banská Bystrica |
| Gambrinus liga 1997/98                   | 15     | 1    | FC Baník Ostrava         |
| Gambrinus liga 1998/99                   | 12     | 0    | FC Baník Ostrava         |
| Corgoň liga 1998/99                      | 15     | 0    | 1. FC Košice             |
| Corgoň liga 1999/00                      | 30     | 0    | 1. FC Košice             |
| Corgoň liga 2000/01                      | 26     | 2    | MFK Ružomberok           |
| Corgoň liga 2001/02                      | 15     | 0    | MFK Ružomberok           |
| Rakouská fotbalová bundesliga 2003/04    | 19     | 0    | SV Mattersburg           |
| Corgoň liga 2004/05                      | 4      | 0    | MFK Ružomberok           |
| CELKEM                                   | 269    | 4    |                          |